# Grb Maršalovih Otoka
Grb Maršalovih Otoka sastoji se od štita plave pozadine koja predstavlja more. Na štitu se nalazi anđeo raširenih krila, koji simbolizira mir. Iza anđela nalaze se dva otoka, palma i kanu. Iznad njega su dvije dvobojne pruge i zvijezda, kao i na zastavi Maršalovih Otoka. Također, prikazana je i stilizirana pomorska karta. U krugu iznad štita je natpis "Government of the Marshall Islands" ("Vlada Maršalovih Otoka"), a ispod je državno geslo "Jepilpin ke Ejukaan" ("Do postignuća zajedničkim naporima").